# Kohlhaas Mihály

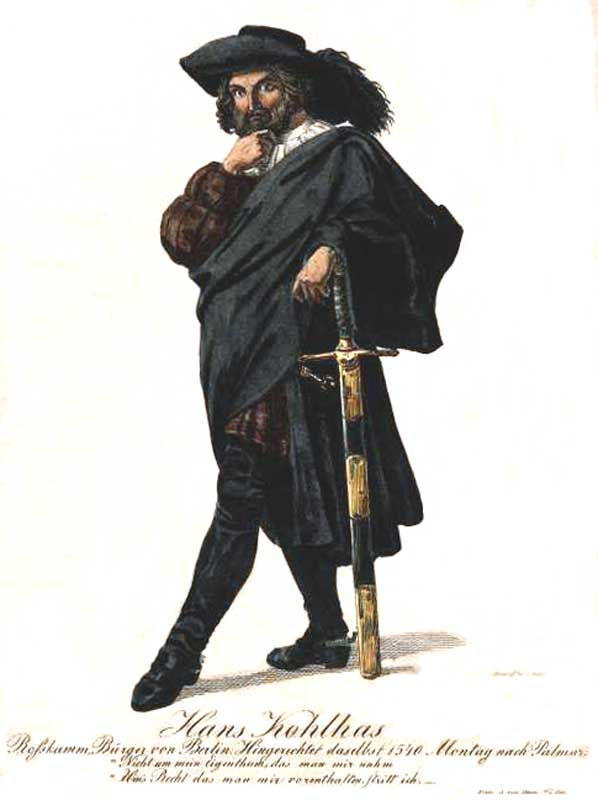
Hans Kohlhas egy 1840 körüli rézmetszeten

A Kohlhaas Mihály (eredeti címén Michael Kohlhaas) Heinrich von Kleist történelmi tárgyú kisregénye. Egyes részletei megjelentek az író által kiadott Phöbus című irodalmi folyóirat 1808. júniusi számában, a teljes művet először 1810-ben adták ki. A kisregényből több mint húsz színpadi feldolgozás, továbbá film és opera is született. A mű hőséről Kohlhaas-szindrómának neveztek el egy pszichiátriai tünetegyüttest.
A kortárs Goethe viszolyogva olvasta a kisregényt: „érett értelem számára lehetetlen ilyen motívumok erőszakosságába élvezettel elmerülni” – írta; Thomas Mann viszont a német irodalom legerőteljesebb elbeszélésének nevezte a lócsiszár történetét, Babits Mihály szerint pedig a mű „az igazságkereső ember örök érvényű tragédiája”.

## A mű háttere
A kisregény alapja Peter Hafftiz Microchronologicum című, 1595-ben keletkezett művében található; Kleist közvetlen forrása Christian Schöttgen és Georg Christoph Kreysig 1731-ben megjelent történeti munkája volt. A cselekményt Kleist oly módon alakította át, hogy az alaptörténeten túlmenően az ideális világ és a valóság szembenállását is bemutatja. Kohlhaas olyan ellentéteknek van kiszolgáltatva, amelyek részben ma is fennállnak:
- ideális világ és valóság,
- szabadság és elnyomás,
- jogállam és abszolutisztikus hercegség,
- bűncselekmény és önbíráskodás,
- alacsonyabb társadalmi osztályok és befolyásos felső réteg,
- az állam társadalmi feladatai és a hivatalnokok visszaélései.

Ernst Bloch szerint a főhős „a rigorózus polgári erkölcs Don Quijotéja“.

### A történelmi Kohlhaas
Hans Kohlhase a 16. században élt Brandenburg tartományban, a Spree menti Cöllnben. A városi feljegyzések tanúsága szerint derék és jómódú polgár volt. Kereskedőként 1532. október 1-jén a lipcsei vásárra utazott. Útban Günther von Zaschwitz földbirtokos lefoglalta Kohlhase két lovát, zálogul a Drezda felé átutazás díjának fejében. Kohlhase jogi úton keresett elégtételt, de hiába, ezért 1534-ben hadjáratot hirdetett: Wittenbergben házakat gyújtott fel, és kifosztotta a zinnai kolostort. Martin Luther figyelmeztető levele sem tudta jobb belátásra téríteni, és további bűncselekményeket követett el. Többek között 1540 februárjában egy híd mellett megtámadta II. Joachim brandenburgi választófejedelmet is; a hídról elnevezett település (Kohlhasenbrück) ma Berlin egyik városnegyede. A választófejedelem ezek után személyes ellenségének tekintette Kohlhasét, és szabad elvonulás ígéretével Berlinbe hívta tárgyalásra. Itt azonban az ígéret ellenére elfogták, 1540. március 22-én elítélték, és május 22-én nyilvánosan kerékbe törték.

### Politikai háttér
1800 körül a külpolitikai kudarcok (vereségek a napóleoni hadjáratokban) illetve a tisztázatlan belpolitikai viszonyok (a német fejedelmek eltérő magatartása Napóleonnal szemben) növekvő elégedetlenséget okoztak Poroszországban.
Kleist egyértelműen Franciaország ellen foglalt állást, ugyanakkor reformpárti volt. Jogi és politikai elképzeléseit és véleményét Kohlhaas személyén keresztül fejezte ki azért, hogy ne keveredjen gyanúba politikai izgatás miatt.

## Cselekmény
A brandenburgi lócsiszár Kohlhaas Mihályt rögtön a mű első mondatában úgy ismerjük meg, mint „aki a maga korában a legderekabb és legszörnyűbb emberek közé tartozott.” Kohlhaas egy fiatal ménessel Szászország felé indul, amikor a tronkai Vencel várnagya megállítja azzal az indokkal, hogy nincs passzusa. A várnagy zálogként visszatart két lovat azzal, hogy majd ha Drezdában kiváltja a passzust, hazafelé utazása során visszakapja őket. Kohlhaas Drezdában megtudja, hogy a passzus megkövetelése tiszta önkényeskedés volt, ezért visszatérve a várba, el akarja vinni a lovait. Odaérve azt tapasztalja, hogy a mezei munkára befogott lovai állapota nagyon leromlott, és hogy Herse nevű szolgájával, aki ez ellen szót emelt, csúnyán elbántak.
Kohlhaas panaszt terjeszt a szászországi választófejedelem elé, amelyben a tronkai Vencel úrfi megbüntetését, a lovaknak előző állapotukba való visszaállítását, és a szolga ápolási költségeinek megtérítését kéri. Négy-öt hónap múltával megtudja, hogy a panaszt a drezdai törvényszéken elsüllyesztették, Vencel úrfi két rokonának, a választófejedelem udvartartásához tartozó Hinz és Kunz úr befolyására. Ennek ellenére Kohlhaas továbbra is jogi úton próbál igazságot szerezni az ismerős városkapitány, Geusau Henrik támogatásával. Amikor ez a próbálkozása is kudarcot vall, felesége, Lisbeth asszony önként felajánlja, hogy maga viszi el a kérvényt a brandenburgi választófejedelemnek. Lisbeth azonban a fejedelmet körülvevő őrség „nyers buzgalma folytán” megsebesül és meghal.
Kohlhaas most kezdi felismerni, hogy a jog, amelyet áthat a nepotizmus, az önkény és a felső hatalom korrupciója, nem általános érvényű. Így a maga módján, a törvénnyel nyíltan szembefordulva próbál meg igazságot szerezni magának: jogi ügyekben jártas lócsiszárból gátlástalan gyújtogatóvá és gyilkossá válik.
Hét szolgájával megtámadja a tronkai Vencel úrfi várát, és megöli a várnagyot, a sáfárt és a vár népét, köztük a gyermekeket és asszonyokat is, a holttesteket pedig „Herse ujjongása közben” kidobatja az ablakon, magát Vencel úrfit azonban nem találja meg a várban. Miután Kohlhaas azt a hírt kapja, hogy Vencel egy apácakolostorban rejtőzik, kiadja az első „kohlhaasi parancsot”, amelyben „felszólította az országot, hogy Vencel tronkai várúrfinak, akivel ő jogos háborúságban áll, semmiféle támogatást ne nyújtson.” Csapatával, amely közben kibővült néhány tronkenburgi szolgával, akik elégedetlenek voltak a várúrfival, az erlabrunni kolostorhoz lovagol, mert úgy véli, hogy Vencel ott rejtőzik nagynénjénél, az apátnőnél. A kolostornál kiderül, hogy Vencel úrfi ismét odébbállt, ezúttal Wittenbergbe. Időközben harminc főre gyarapodott csapatával Kohlhaas Wittenbergbe siet, és kibocsátja második és harmadik parancsát az úrfi kiadatására. Mivel a város nem szolgáltatja ki az úrfit, Kohlhaas háromszor is felgyújtatja a várost.
A támadások nyomán pánikba esett városlakók kiadnák a várúrfit Kohlhaasnak, de nem találják meg. Ezért cselből kiküldenek egy csapat katonát, hogy azt a látszatot keltsék, hogy az úrfi már elhagyta a várost. Kohlhaas elhiszi a cselt és követi a csapatot Lipcsébe. Ezt a várost is felgyújtja és beveszi magát Lützen várába, amelyet a következő parancsában „ideiglenes világuralmunk székhelye” névvel illetett, saját magát meg „Mihály arkangyal helytartójának” nevezte. Egy esőnek köszönhetően a tűz csak kevés kárt tett Lipcse városában. A megfélemlített városi tanács nyilatkozatokat adott ki, hogy Vencel úrfi nincs a városban, majd elterjesztették azt a hírt, hogy Vencel úrfi Drezdában van rokonainál.
Miközben Drezdában újabb lépéseket készítenek elő Kohlhaas ellen, egy titkos találkozóra kerül sor Kohlhaas és Luther Márton között, aki közbenjárást ígér a szászországi választófejedelemnél Kohlhaas szabad elvonulása és perének újratárgyalása érdekében. Ebben bízva Kohlhaas elhagyja csapatát és Drezdába megy az úrfi elleni perre. Egy ideig úgy tűnik, hogy Kohlhaasnak igazságot szolgáltatnak, de nem engedik visszatérni otthonába, és szállását akarata ellenére őrzik. A lócsiszár ezt az ígéret megszegésének tekinti, és a továbbiakban nem tartja magát az egyezséghez. Közben Kohlhaas csapatának egyik tagja, Nagelschmidt, Kohlhaas nevében újra csapatot toboroz, és levelet ír vezérének. Mivel Kohlhaas már nem bízik az amnesztiában, válaszul a felkelés folytatására utasítja Nagelschmidtet, de a valódi terve az, hogy Nagelschmidt segítségével Kelet-Indiába szökik. Ezt természetesen senki nem hiszi el neki, így az elfogott levél alapján elítélik.
Az ismerős városkapitány közbenjárására Berlinből kérik Kohlhaas kiadatását, mivel porosz alattvalóként nem ítélkezhetnek fölötte Szászországban. A kiadatás megakadályozására a szász udvar a német-római császártól kér segítséget, így a legfelsőbb hatalom is figyelemmel kíséri az esetet. A tárgyalás a lehető legszabályosabban zajlik, és a várúrfit arra ítélik, hogy a Kohlhaas lovait visszahízlalja és visszaszolgáltassa. Ezzel párhuzamosan a másik perben Kohlhaast halálra ítélik a tartomány békéjének megsértése miatt.
A kisregény utolsó negyedében az eddig realisztikus elbeszéléshez egy meseszerű mellékszál kapcsolódik: Kohlhaas még régebben egy cédulát kapott egy jövendőmondó cigányasszonytól a szász választófejedelem jelenlétében, amelyre három dolog volt írva: a ház utolsó fejedelmének a neve, az évszázad, amikor el fogja veszíteni birodalmát és annak a neve, aki azt fegyveres hatalommal elragadja. A cigányasszony szavahihetőségét több hihetetlen esemény támasztja alá. Az ítélethirdetés előtt a választófejedelem felismeri Kohlhaasban a cédula birtokosát, és mindent megpróbál, hogy megszerezze az írást. Kohlhaas azonban nem hajlandó a cédula árán megvásárolni az életét, és felakasztása előtt a fejedelem jelenlétében lenyeli az írást, így állva bosszút még halálában is. A fejedelem „ájultan, görcsök között esett a földre.”

## Különböző jogfelfogások
A műben állandó ellentét van a különböző jogfelfogások, különösen a középkori és a felvilágosodás korabeli között. Maga Kohlhaas gondolatmenetében és cselekvési módjában mintha a felvilágosodás filozófusai, például Thomas Hobbes közelében mozogna. Önbíráskodását úgy is fel lehet fogni, mint a társadalmi szerződés felmondását és a visszatérést a természetes állapothoz: miután az állam nem teljesíti azt a kötelességét, hogy igazságot szolgáltasson, Kohlhaas maga veszi a kezébe a törvénykezést, így a társadalmon kívülre helyezi magát. Lutherrel való vitájában Kohlhaas ezt mondja: „Kitaszítottnak nevezem azt, akitől megtagadták a törvényes védelmet! […] aki ezt megvonja tőlem, az kitaszít engem a sivatag vadjai közé és […] a husángot adja a kezembe, mely majd megvédelmez.” Kohlhaas azzal, hogy a nem működő közösségi bosszúállás helyett – Hamlethez és Akhilleuszhoz hasonlóan – az egyéni bosszúálláshoz folyamodik, hőssé és egyúttal szörnyeteggé válik.
Hobbes filozófiája igazolja Kohlhaas törvényszegéseit is, amelyeket az igazság keresése közben követ el. Amikor Lutherrel vitatkozik, Kohlhaas azzal a hobbesi érvvel igazolja magát, hogy az igazságszolgáltatási rendszer kudarca kényszerítette őt az erőszakra.
Kohlhaas cselekedetei azonban nem állnak arányban az elszenvedett igazságtalansággal; gyilkosságainak és a gyújtogatásoknak több ártatlan is áldozatául esik. Törvényszegéseiben nem csak igazságérzete, hanem más tényezők is közrejátszanak, például a sértett büszkeség vagy egyszerű bosszúvágy (különösen megölt felesége miatt: „még egyszer lerogyott feleségének immár elárvult ágya elé, s azután hozzáfogott a megtorláshoz”.) Azt is meg kell említeni, hogy Kohlhaas még nem merítette ki az összes jogi lehetőséget azelőtt, hogy az önbíráskodás mellett döntött volna – a brandenburgi választófejedelem még kézhez sem kapta Kohlhaas kérvényét.
Kohlhaas felvilágosodáskori gondolatai bizonyos mértékben anakronisztikusak: ő a történet szerint „a tizenhatodik század dereka táján élt”, vagyis jócskán a felvilágosodás előtt. Kleist nyilvánvalóan saját korának elképzeléseit vetítette vissza a történelmi alakra.

## Kritikák
A kortárs Goethe elítélően nyilatkozott a műről, mivel szerinte vannak olyan témák, amelyek annyira csúnyák vagy annyira riasztóak, hogy az irodalomnak nem lenne szabad foglalkoznia velük. Esztétikai szempontból elismerte a mű értékeit, ugyanakkor „alapvető hipochondriának” minősítette azt, hogy az író egy ennyire egyedi esetből általános érvényű modellt alkosson. (Thomas Mann felháborodva utasította el ezt a Goethe-féle minősítést.) A szintén kortárs Ludwig Tieck azonban úgy vélte, hogy a Kohlhaas Mihály „kétségtelenül a szerző legfigyelemreméltóbb műve”, és „kevés író tudja annyira mélyen megrázni a szívünket, mint Kleist.” 1851-ben már Ferdinand Gustav Kühne Kleist mestermunkájának aposztrofálta a kisregényt, amely „annál inkább megrémítette a kortársakat, minél inkább felismerték és csodálták benne a géniuszt”.
A mai irodalomtörténet Kleist mesterműveként és egyik legismertebb műveként kanonizálta a kisregényt.

## Feldolgozások
Úgy tartják, hogy Kleist eredetileg drámának szánta Kohlhaas témáját a benne rejlő színházi lehetőségek miatt. A történetet már a 19. században több ízben is színpadra állították, A 20. században többek között James Saunders (1972), Sütő András (Egy lócsiszár virágvasárnapja, 1973), Stefan Schütz (1977), Yaak Karsunke (1979), Elizabeth Plessen (1982), Tasnádi István (Közellenség, 1999) írtak színpadi művet Kleist kisregénye alapján.
A prózairodalomban E. L. Doctorow alkotta újjá a történetet: Ragtime című regényében Kohlhaas Mihályból Cohlhouse Walker Jr. fekete zongorista lesz, a lovakat egy új Ford T-modell helyettesíti, és a 19-20. század fordulójának Amerikájában játszódó történetben Booker T. Washington szerepel Luther Márton helyett. A magyar irodalomban Hajnóczy Péter A fűtő című novellája (1973) alapul Kleist kisregényén.
A témát filmen Max Haufler (1937), Wolf Vollmar (1967), Volker Schlöndorff (Michael Kohlhaas – der Rebell, 1969), John Badham (The Jack Bull, 1999), Arnaud des Pallières (Michael Kohlhaas, 2013), illetve tévéjáték formájában Zsurzs Éva (Egy lócsiszár virágvasárnapja, 1985) rendezte meg.

## Magyarul
- Michael Kohlhaas. Történeti elbeszélés; jegyz. Vajda Gyula; Lampel, Bp., 1900 (Német könyvtár)
- Kohlhaas Mihály; ford. Mikes Lajos; Lampel, Bp., 1912 (Magyar könyvtár)
- Kohlhaas Mihály; ford. Kőhalmi Béla; Bécsi Magyar Kiadó, Wien, 1922 (Regényfüzér)
- Kohlhaas Mihály; ford. Baksa Kelemen; Bécsi Magyar Kiadó, Wien, 1922 (Regényfüzér)
- Kohlhaas Mihály. Regény; ford. Kardos László; Révai, Bp., 1949 (Révai könyvtár)
- Kohlhaas Mihály / Homburg hercege; ford. Kardos László, Tandori Dezső; Európa, Bp., 2003 (Európa diákkönyvtár)

## Idézetek
- A kisregényből származó idézetek Kardos László fordításában szerepelnek, a Kriterion Könyvkiadó, Bukarest, 1979-es kiadású Eljegyzés Santo Domingón című kötetéből:

1. ↑  60. oldal
2. ↑  81. oldal
3. ↑  83. oldal
4. ↑  85. oldal
5. ↑  91-92. oldal
6. ↑  150. oldal
7. ↑  96. oldal
8. ↑  82. oldal
9. ↑  60. oldal

## Fordítás
- Ez a szócikk részben vagy egészben  a   Michael Kohlhaas című német Wikipédia-szócikk ezen változatának fordításán alapul.  Az eredeti cikk szerkesztőit annak laptörténete sorolja fel. Ez a jelzés csupán a megfogalmazás eredetét és a szerzői jogokat jelzi, nem szolgál a cikkben szereplő információk forrásmegjelöléseként.
- Ez a szócikk részben vagy egészben  a   Hans Kohlhase című német Wikipédia-szócikk ezen változatának fordításán alapul.  Az eredeti cikk szerkesztőit annak laptörténete sorolja fel. Ez a jelzés csupán a megfogalmazás eredetét és a szerzői jogokat jelzi, nem szolgál a cikkben szereplő információk forrásmegjelöléseként.